# Iris Arlan
Iris Arlan (* 22. August 1901 als Annemarie Bünte in Glückstadt; † 3. Juli 1985 in Ahrensburg) war eine deutsche Schauspielerin.

## Leben
Die geborene Annemarie Bünte war eine Tochter des Gymnasialoberlehrers Carl Bünte und seiner Frau Marie, geb. Rohde. Ab 1902 trug sie den zusätzlichen Vornamen Dorothea.
Nach ihrem Filmdebüt in Milak, der Grönlandjäger, einer Reminiszenz an Nanuk, der Eskimo, spielte sie zunächst als Nebendarstellerin in einigen Produktionen der Berliner Phoebus-Film AG. 1928 wechselte sie nach Österreich, wo sie in Inszenierungen von Hans Otto Löwenstein und Karl Leiter mitwirkte und auch mit Hauptrollen in Erscheinung trat. Nach einer mehrjährigen Filmpause, während der sie Ensemblemitglied der Bayerischen Staatstheater war, übernahm sie bis 1936 noch einige kleinere Rollen in deutschen, österreichischen und tschechoslowakischen Produktionen, etwa im Historienfilm Die Tänzerin von Sanssouci.
1931 heiratete Iris Arlan in zweiter Ehe den Berliner Verlagsdirektor Philipp Rein. Ab 1938 war sie in Hamburg mit Alfred Voß, dem Honorarkonsul von Ungarn und Inhaber der Margarine-Werke von Hinrich Voß in Altona, verheiratet. 1943 bezog sie mit ihm das Schloss Düneck in Moorrege. Nach dem Tod ihres Ehemannes führte sie die Margarine-Werke fort. Als Ortsvorsitzende des DRK in Moorrege und als Mitglied im DRK-Präsidium in Kiel widmete sie sich zahlreichen karitativen Aufgaben. Zuletzt wieder in Hamburg wohnhaft, starb sie 1985 in der Klinik Ahrensburg.

## Filmografie
- 1927: Milak, der Grönlandjäger
- 1927: Orientexpress
- 1927: Die Lindenwirtin am Rhein
- 1927: Die weiße Spinne
- 1928: Glück bei Frauen
- 1928: Die beiden Seehunde
- 1929: Die verschwundene Frau
- 1929: Die Dame auf der Banknote
- 1929: Der Monte Christo von Prag
- 1929: Vater Radetzky
- 1929: Nachtlokal
- 1929: Roman einer Klosterschülerin (Mária nővér)
- 1932: Die Tänzerin von Sanssouci
- 1934: Salto in die Seligkeit
- 1935: Bretter, die die Welt bedeuten
- 1935: Kirschen in Nachbars Garten
- 1936: Arme kleine Inge
- 1936: Unsterbliche Melodien